# Alekséi Marésiev
Alekséi Petróvich Marésiev (en ruso: Алексе́й Петро́вич Маре́сьев; Kamishin, Imperio ruso, 20 de mayo de 1916 – Moscú, Rusia, 19 de mayo de 2001)  fue un as de la aviación soviético que combatió durante la Segunda Guerra Mundial. Durante la guerra fue derribado en territorio enemigo y, aunque fue capaz de regresar a sus líneas, se le tuvo que amputar las piernas, aun así aprendió a volar con las prótesis y regresó al combate donde consiguió derribar al menos siete aviones enemigos, por lo que fue galardonado con el título de Héroe de la Unión Soviética.

## Biografía

### Infancia y juventud
Alekséi Marésiev nació el 20 de mayo de 1916 en Kamishin, una localidad situada en la gobernación de Sarátov —entonces parte del Imperio ruso, actualmente ubicada en el óblast de Volgogrado en Rusia—. En 1930, terminó su sexto grado en la escuela local y en 1932 se graduó en la escuela de aprendizaje de fábrica en una planta maderera. Entre 1932 y 1934, trabajó como tornero en una fábrica de madera. En 1934, al mismo tiempo que trabajaba, estudió durante tres años en la facultad obrera del Instituto Agrícola de Kamishin.
Entre 1934 y 1935, trabajó como leñador en la zona forestal de Pivansky (en el raión de Konsomolsk del Krai de Jabarovsk) participando en la construcción de Komsomolsk del Amur. Entre marzo de 1935 y agosto de 1937, trabajó como mecánico en un barco que navegaba en el río Amur. En 1937, se graduó en el club de vuelo de Komsomolsk del Amur.
En septiembre de 1937 se alistó en el Ejército Rojo, inicialmente trabajó como mecánico de aviones en el 12.º Escuadrón Aéreo Fronterizo (estacionado en la aldea de Timovsky en el óblast de Sajalín) hasta que en enero de 1939 comenzó a estudiar en la Escuela de Aviación Militar de Chitá, aunque no completó sus estudios puesto que en el otoño de 1939 se trasladó a la ciudad Bataisk. En octubre de 1940, se graduó en la Escuela de Aviación Militar de Bataisk y sirvió allí como instructor de vuelo hasta julio de 1941.

### Segunda Guerra Mundial
Comenzó sus vuelos como piloto de combate en agosto de 1941. En marzo de 1942 ya había derribado cuatro aviones alemanes, pero el 4 de abril de 1942 su Polikarpov I-16 fue derribado cerca de Stáraya Rusa, tras entrar en combate con dos aparatos enemigos, por esa época el territorio estaba ocupado por tropas de la Alemania nazi, tras lo cual estuvo a punto de ser capturado.
A pesar de estar gravemente herido, se ocultó durante dieciocho días en el frondoso bosque hasta que consiguió llegar, el 22 de abril de 1942, casi inconsciente y con las piernas congeladas, a la aldea de Plavni, donde una familia de campesinos lo ocultó de las incesantes patrullas alemanas y consiguieron mantenerle con vida pese a no contar con médico, tres días después un avión de rescate lo recogió y trasportó a un hospital de campaña en krasilovo (óblast de Nóvgorod), el 30 de abril fue evacuado a un hospital en la ciudad de Valdái. A día siguiente, 1 de mayo, fue trasladado en un avión ambulancia a Moscú.
Durante su viaje de dieciocho días, sus heridas empeoraron tanto que tuvieron que amputarle ambas piernas por encima de la rodilla. Antes de la cirugía de amputación estaba acostado en una camilla con una sábana sobre su rostro y se consideraba un caso perdido debido a la magnitud de las heridas, además de sufrir gangrena y septicemia. Un médico se ofreció a operarlo y así lo salvó, pero le dijo que no perdería las piernas. Al despertar de la anestesia, se enojó al descubrir que le habían amputado las piernas por encima de la rodilla. Tal y como recordó Alekséi más tarde:

Fue necesario amputarme las piernas. Ya se estaban cayendo a pedazos: cuando, acostado en la cama, intenté moverlas, empezaron a ceder por las articulaciones. Un día vino un médico, me llevaron al quirófano, cogió unas tijeras esterilizadas y ante mis propios ojos me cortó las piernas con ellas. En algunos lugares, donde el tejido todavía estaba un poco vivo, era doloroso, pero en general no me dolió.

Desesperado por retomar su carrera como piloto de combate, el mismo se sometió a cerca de un año de fuertes ejercicios para aprender a controlar sus prótesis, logrando finalmente convencer a la comisión médica de que estaba apto para regresar al servicio activo.

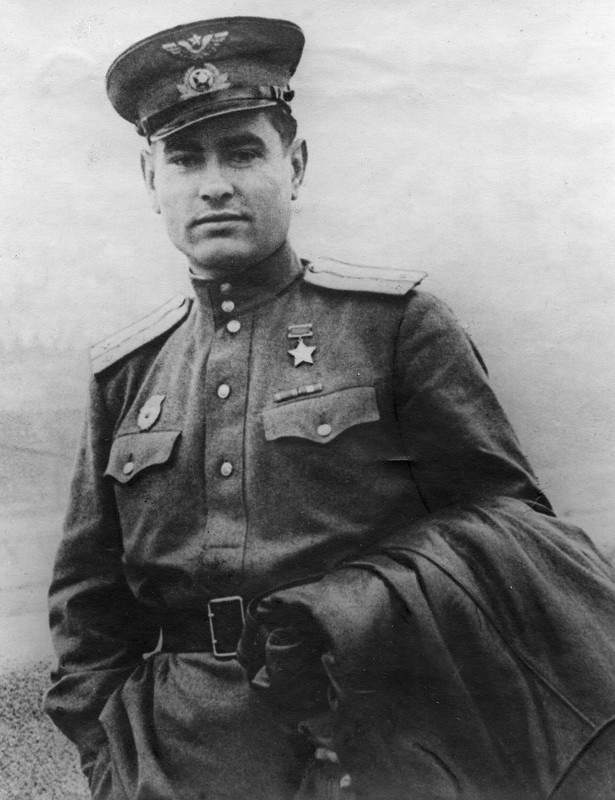
Alekséi Marésiev en 1943

Entre octubre y noviembre de 1942, recibió entrenamiento en una escuela de aviación para aprender a volar con prótesis  en un avión de entrenamiento Po-2. No regresó inmediatamente al campo de batalla, sino que entre noviembre de 1942 y marzo de 1943, ocupó el puesto de subcomandante del 65.º Escuadrón de Comunicaciones Aéreas en el Distrito Militar de Moscú donde volaba en un Po-2 en misiones de comunicación y enlace. En marzo de 1943  fue enviado al 14.º Regimiento de Aviación de reserva donde se entrenó en el manejo del caza La-5, retornó a los campos de batalla en julio de 1943, como comandante adjunto y navegante del 63.º Regimiento de Aviación de Cazas de la Guardia.
Durante un combate aéreo en agosto de 1943 logró derribar tres aviones Focke-Wulf Fw 190. En total, durante la guerra realizó  ochenta y siete misiones de combate y derribó siete aviones enemigos, cuatro de ellos después de sufrir la amputación de sus piernas (otras fuentes reportan hasta once derribos). El 24 de agosto de 1943, fue condecorado con el título de Héroe de la Unión Soviética. En julio de 1944, fue retirado del combate y se convirtió en inspector de vuelo de la Oficina de Instituciones Educativas Militares de la Fuerza Aérea, ese mismo año se inscribió en el Partido Comunista y dos años después se retiró del ejército. Más o menos por aquella época conoció al corresponsal de guerra, Borís Polevói, quien en 1947 publicó la novela Historia de un hombre de verdad (Povest o nastoyaschem cheloveke) basada parcialmente en su historia.

### Posguerra
De agosto de 1946 a 1949, trabajó como jefe de formación aeronáutica en la Escuela Especial de la Fuerza Aérea de Moscú. En 1952 se graduó en la Escuela Superior del Partido del Comité Central del PCUS y, en 1956, en la Academia de Ciencias Sociales del Comité Central del PCUS. Ese mismo año defendió su tesis doctoral en historia. Luego, en septiembre de 1956, comenzó a trabajar como secretario ejecutivo (en 1983 fue nombrado presidente) del Comité de Veteranos de Guerra de la Unión Soviética. Entre 1989 y 1991 fue elegido diputado popular de la URSS. El 8 de mayo de 1967, participó en la ceremonia de encendido de la Llama Eterna en la Tumba del Soldado Desconocido. En sus últimos años de vida dirigió el Fondo Panruso para las Personas Discapacitadas de la Gran Guerra Patria.
El 19 de mayo de 2001, día de su 85.º aniversario, se iba a celebrar una presentación en el Teatro Central del Ejército Ruso. Pero, esa misma mañana, antes de la celebración, Marésiev tuvo que ser ingresado en un hospital moscovita a causa de problemas coronarios. Murió una hora y media antes del inicio de la ceremonia.
Su historia sirvió de base para la novela de Borís Polevói, Historia de un hombre de verdad y una película posterior (1948) dirigida por  Alexander Stolper e interpretada por Pável Kadochnikov (uno de los protagonista de la película de Eisenstein, Iván el Terrible), en la que su nombre fue cambiado a Meresiev. La novela también inspiró la última ópera de Serguéi Prokófiev, también titulada, Historia de un hombre de verdad. En 2005 se publicó un documental llamado Alekséi Marésiev: El destino de un hombre de verdad producida por Channel Russia.

## Condecoraciones

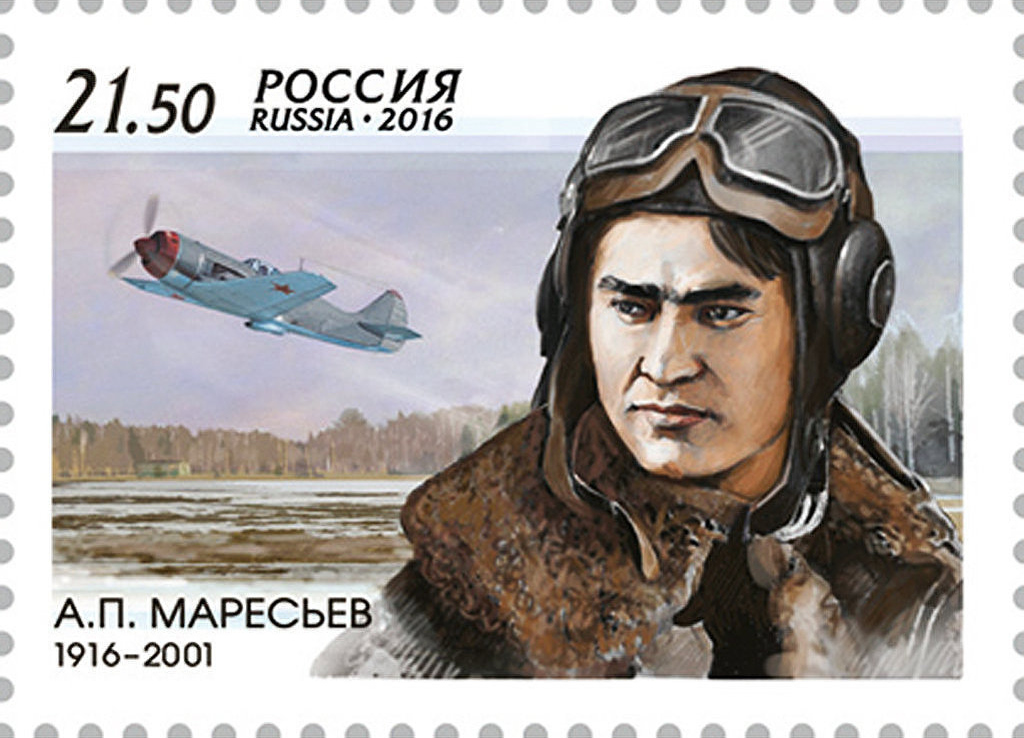
Maresyev en un sello ruso de 2016

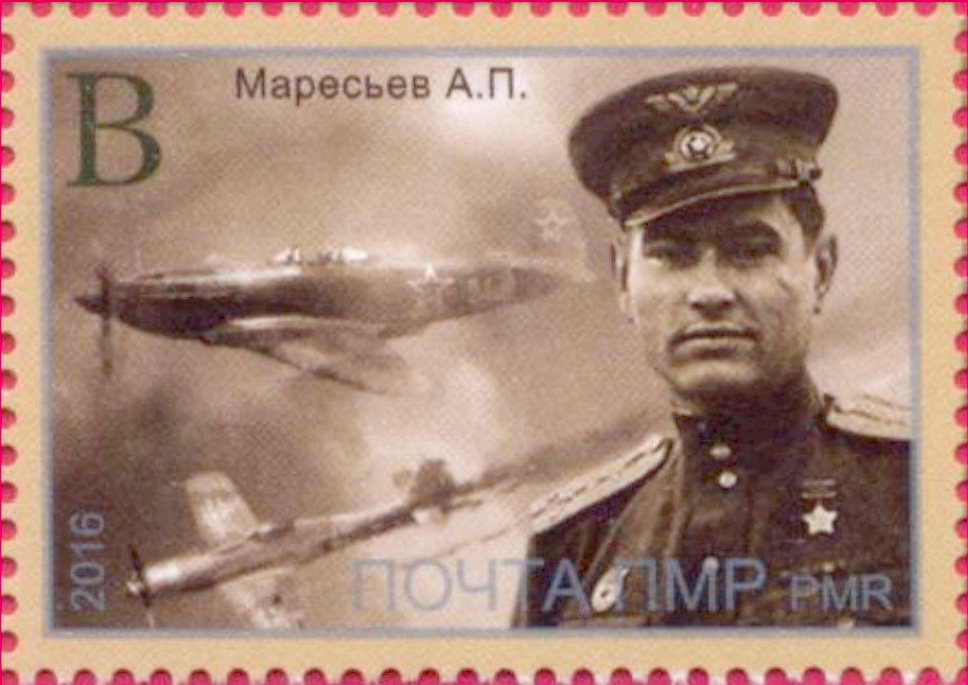
Maresiev en un sello de Transnistria de 2016

A lo largo de su vida, Alekséi Marésiev recibió los siguientes premios y condecoraciones
Unión Soviética
- Héroe de la Unión Soviética (24 de agosto de 1943)
- Orden de Lenin (24 de agosto de 1943, 19 de mayo de 1986) - «por grandes servicios al Estado soviético, fructíferas actividades sociales y en relación con su septuagésimo aniversario».
- Orden de la Revolución de Octubre (1 de diciembre de 1971)
- Orden de la Bandera Roja (23 de junio de 1942): «por el desempeño ejemplar de las misiones de combate del comando en el frente de la lucha contra los invasores nazis y el valor y coraje mostrados»
- Orden de la Guerra Patria de 1.er grado (6 de abril de 1985): «por la valentía, la firmeza y el coraje demostrados en la lucha contra los invasores nazis y en conmemoración del 40 aniversario de la victoria del pueblo soviético en la Gran Guerra Patria».
- Orden de la Bandera Roja del Trabajo, dos veces (19 de mayo de 1966 - «por actividades sociales activas y fructíferas y en relación con su cincuentenario» y 6 de mayo de 1981)
- Orden de la Amistad de los Pueblos (19 de mayo de 1976): «por la participación activa en la educación patriótica e internacional del pueblo soviético, fortaleciendo los lazos amistosos entre los pueblos de la Unión Soviética y otros países y en relación con su sexagésimo aniversario».
- Orden de la Estrella Roja (22 de febrero de 1968)
- Otras medalla honoríficas y conmemorativas

Rusia
- Orden de Honor (26 de julio de 1991): «por actividades sociales particularmente fructíferas, una gran contribución al fortalecimiento de la paz y la cooperación entre los pueblos»
- Orden al Mérito por la Patria, grado III (16 de mayo de 1996), «por sus destacados servicios al estado y su gran contribución a la educación patriótica de la generación más joven»
- Orden de la Amistad (4 de mayo de 2000): ««por muchos años de trabajo fructífero en la protección social de los veteranos, la educación patriótica de la juventud y el fortalecimiento de la amistad entre los pueblos».
- Agradecimiento del Presidente de la Federación de Rusia (27 de abril de 2001) «por los muchos años de fructífero trabajo en favor de la educación patriótica de la juventud, la protección social de los veteranos y el fortalecimiento de la amistad entre los pueblos»
- Certificado de Honor del Gobierno de la Federación de Rusia (14 de mayo de 1996): «por el coraje demostrado durante la Gran Guerra Patria de 1941-1945, su gran contribución personal al desarrollo del movimiento de veteranos, su participación activa en la educación patriótica de la juventud y en relación con el 80 aniversario de su nacimiento»

Otros países
- Orden de la Amistad (Checoslovaquia, 1986)
- Medalla al Mérito en el Desarrollo de la Amistad y la Cooperación con Checoslovaquia (Checoslovaquia, 1969)
- Medalla del 60.º Aniversario de las Fuerzas Armadas de la República Popular de Mongolia (República Popular de Mongolia, 1985)